# EMI Music Japan
EMI Music Japan Inc. (株式会社EMIミュージック・ジャパン Kabushiki gaisha ĪEmuAi Myūjikku Japan) (trước là Toshiba EMI (東芝イーエムアイ株式会社 Tōshiba ĪEmuAi Kabushiki kaisha)), là một trong những công ty âm nhạc hàng đầu của Nhật Bản. Nó đã trở thành một công ty con thuộc sở hữu của công ty âm nhạc EMI Group Ltd. vào 30 tháng 6 năm 2007 sau khi Toshiba bán đi nốt 45% cổ phần của mình. Giám đốc điều hành và chủ tịch là Kazuhiko Koike. Khi EMI Music Japan hoạt động với tên Toshiba-EMI, nó tham gia vào việc sản xuất phim hoạt hình. Ngày 01 tháng 4 năm 2013, công ty được sáp nhập vào Universal Music Japan với một nhãn hiệu con là EMI Records Japan.

## Lịch sử
Công ty được thành lập vào ngày 01 tháng 10 năm 1960 với tên Toshiba Music Industries (東芝音楽工業株式会社|Tōshiba Ongaku Sangyō Kabushiki Kaisha). Tháng 10 năm 1973, EMI mua 50% cổ phần của công ty, tên công ty được đổi thành Toshiba EMI Limited. Ngày 3 tháng 10 năm 1994, tỷ lệ sở hữu của công ty thay đổi, trong đó EMI sở hữu 55%, Toshiba sở hữu 45%. Ngày 30 tháng 6 năm 2007, Toshiba đã bán 45% cổ phần còn lại cho EMI, EMI sở hữu toàn phần công ty. Tên công ty sau đó được đổi thành EMI Music Japan. Trong năm 2012, EMI Music Japan và chi nhánh Universal Music Group tại Nhật Bản đã lên kế hoạch để sáp nhập, với Kazuhiko Koike làm chủ tịch. Ngày 01 tháng 4 năm 2013, EMI Music Japan đã chính thức được sáp nhập vào Universal Music Japan và được đổi tên thành EMI Records Japan. Nhãn hiệu tiếp tục sử dụng mã danh mục TOCT cho đến tháng 10 năm 2013, khi chuyển sang sử dụng mã danh mục TYCT. Trang web chính thức đã được đóng cửa ngày 23 tháng 10 năm 2013.

### Khẩu hiệu quảng cáo
Khẩu hiệu hiện nay của EMI Music Japan là "Music for all, All for music".

## Nhãn hiệu
- Awake Sounds
- EMI Records (Japan)
  - Apple Records
  - Capitol Records
    - Capitol Music (Japan)

  - Virgin Records
    - Virgin Music (Japan)
- Eastworld
- Express
- Foozay Music
- i-Dance
- Reservotion Records
- SakuraStar Records
- SoundTown (EMI Strategic Marketing)
- Suite Supuesto!
- TM Factory
- Unlimited Records

## Nghệ sĩ

### Theo hợp đồng
- 175R
- 9mm Parabellum Bullet
- Acidman
- Ace of Base
- Agatsuma, Hiromitsu
- AI
- Aina
- AK
- The Alfee
- Anraku, Mariko
- A-Mei
- amin
- Base Ball Bear
- Becky♪♯
- Be the Voice
- Bentley Jones
- Billyken
- Bomb Factory
- The Captains
- chenmin
- coba
- Core of Soul
- Dabo
- Fire Ball
- Fukuda, Saki
- fulare pad
- Great3
- Harada, Tomoyo
- Hattori, Hiroko
- Hifana
- Himekami
- Himuro, Kyosuke
- Hotei, Tomoyasu
- Imai, Leo (Kimonos)
- Imai, Miki
- Isayama, Mio
- IU
- Jyongri
- KAME&L.N.K
- Kato, Seishiro with Uncle Sase
- Keyco
- Kishi, Chieko
- Kiyoshi, Ryūjin
- Kobayashi, Aimi
- Kobayashi, Kei
- KUMAMI
- Kurashima, Yuki
- Kuroki, Ken Junior
- Lee Ji-hoon
- LIL
- Luv and Response
- Mass of the Fermenting Dregs
- Mademoiselle Yulia
- Matsuda, Ryouji
- Matsunaga, Takashi
- Matsutoya, Yumi
- Mifune, Kazuko
- Miyaji, Osamu
- Miyavi
- Moriyama, Aiko
- Muramatsu, Takatsugu
- Nakaido, Reichi (ex-RC Succession)
- Niikura, Hitomi
- Okabayashi, Nobuyasu
- Oshiro, Vanessa
- Papa B
- Park Si-hoo
- Radwimps
- Rapbito
- Saigenji
- Sakai, Ayumi
- Sakamoto, Fuyumi
- Say
- Senju, Akira
- Senju, Mariko
- Shiina, Ringo
- SHINee
- Shiori
- Shirane, Kazuo
- Sex Machineguns
- Splash Candy
- Straightener
- Sugawa, Nobuya
- Suzuki, Norie
- T-ara
  - QBS
- Takahashi, Yukihiro
- Tamate, Yūichi a.k.a. TAMAc (ex-Lover Callots)
- Tanimoto, Tomomi
- the telephones
- Terai, Naoko
- tick
- Tokyo Jihen
- Tomosaka, Rie
- Twelve Girls Band
- Uehara, Ayako
- unistyle
- Uno, Yūko
- Utada, Hikaru
- Wei Wei Wuu
- Wu Fang
- Yamakawa, Yutaka
- Yang Sook Yung
- Yasuda, Sachiko
- Yoriko
- Yoshii, Kazuya a.k.a. Yoshii Lovinson (ex-The Yellow Monkey)
- Yukawa, Shione
- Yuki, Saori
- Yumiki, Erino

### Nghệ sĩ trước đây
- 100s
- Ali Project
- Alice
- Air
- Alpha
- Amuro, Namie
  - Amuro, Namie with Super Monkey's
- Asakawa, Maki
- Asaoka, Yukiji
- Aska
- Ayukawa, Mami
- Boogaloob
- The Boom
  - Miyazawa, Kazufumi
- Boøwy
- Chibana, Yuri
- Tulip
- Clip Crhymerz
- coba
- DJ Ozma
- Dreams Come True
- The Drifters
- Dustbox
- Detroit7
- Electrical Loverse
- Elephant Kashimashi
- The Folk Crusaders
- Fujifabric
- Glay
- GO!GO!7188
  - Akko
  - Chirinuruwowaka
  - Yuu
- Goda, Yuko a.k.a. YuU
- The Golden Cups
- Great Adventure
- Hanaregumi
- Hayashi, Asuka
- Heart Bazaar
- Hi-D
- Hirosawa, Tadashi
- Hiroshige, Aya
- Hirota, Mieko
- Hi-Timez (Spontania)
- Honda, Minako
- Hoshii, Nanase
- Hungry Days
- Imawano, Kiyoshiro
- Inagaki, Junichi
- Jacks
- Jackson vibe
- Jun
- Joujouka
- Kayama, Yūzō
- Kirinji
- Kishidan
  - Binetsu Danj
- Koshiji, Fubuki
- Kuroki, Ken
- Kuroyume
- Lover Callots
- Makihara, Noriyuki
- Makiyo
- Minustars
- The Mops
- Morikawa, Miho
- Murata, Hideo
- Myco
- Nagabuchi, Tsuyoshi
- Nakamura, Mitsuko
- Number Girl
- Off Course
- Ohguro, Maki
- Okumura, Chiyo
- Okamura, Aiko
- Ōmori, Reiko
- Onishi, Junko
- Onitsuka, Chihiro
- Ongg, Judy
- Ono, Lisa
- Oonuki, Taeko
- Original Love
- Oshio Kotaro
- Otake, Yuki a.k.a. Snow
- Ozaki, Ami
- Ozawa, Kenji (ex-Flipper's Guitar)
- PERSONZ
- PE'Z
- Pierrot
- Phones
- Puppypet
- RC Succession
- Romina Arena
- Room
- Sads
- Sakamoto, Kyu
- Sakura
- Sawada, Kenji
- Shazna
- Shin Seung Hun
- Sion
- Show-Ya
- Sister Q
- Something Else
- Sophia
- Springs
- Super Bell"z
- Super Butter Dog
- Takamiya, Maki
- Terao, Akira
- Three Nation
- Tougi, Hideki
- Tokyo 60Watts
- Uchoten
- Uehara, Nami
- Ueki, Hitoshi
- Ulfuls
  - Matsumoto, Tortoise
- Vow Wow
- Wands
- Yaida, Hitomi
- Yakko for Aquarius
- Yakushimaru, Hiroko
- Yamadera, Kōichi
- Yamashita, Kumiko
- Yasuda, Kazuha
- Yato, Yuria
- Yazawa, Eikichi
- Yusa, Mimori
- Zeppet Store